# 天祖神社 (板橋区西台)
天祖神社（てんそじんじゃ）は東京都板橋区の神社。

## 概要
創建年代は不明である。境内にある古墳の上にあった祠が起源といわれている。かつては「神明社」という名称であり、西台村の鎮守であった。
明治時代になり、「天祖神社」に改称された。
着物や人形の供養を行う「ご福まつり」があることで知られている。

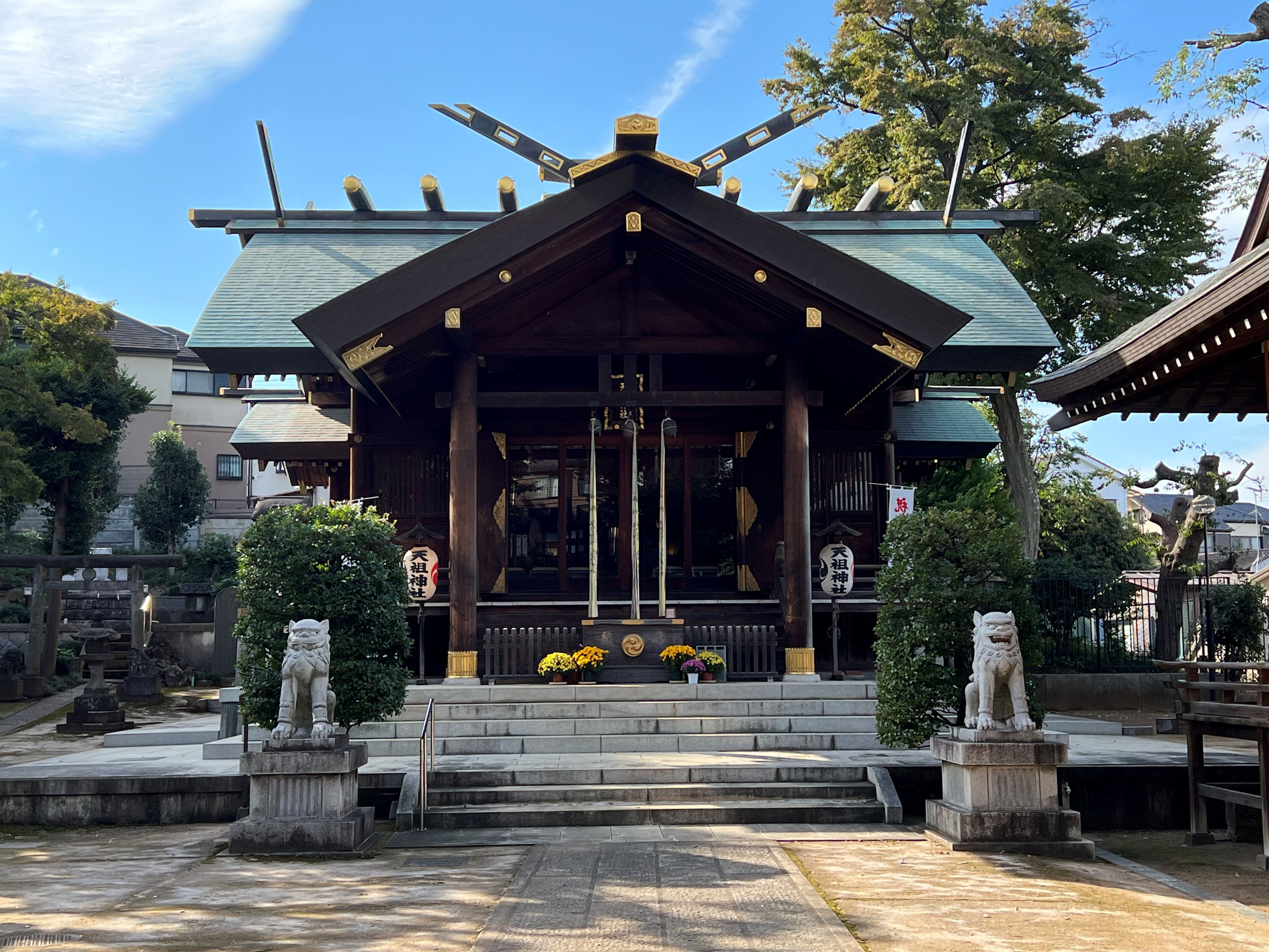
拝殿

## 文化財
西台天祖神社所蔵絵馬・扁額板橋区登録文化財 有形民俗文化財（信仰）、平成29年3月29日登録

## 摂末社
- 八雲神社
- 稲荷神社

## 氏子区域
- 西台1～4丁目
- 若木1～2丁目
- 高島平1丁目、9丁目

## 交通アクセス
- 西台駅より徒歩15分[1]。

## 関連文献
- 「西台村」『新編武蔵風土記稿』 巻ノ14豊島郡ノ6、内務省地理局、1884年6月。NDLJP:763977/57。